# Tavola Strozzi
La Tavola Strozzi è un dipinto realizzato tramite tempera su tavola ed attribuito a Francesco Rosselli, databile al 1472-1473 e conservato nel Museo nazionale di San Martino di Napoli. Rappresenta una veduta di Napoli del XV secolo.

## Storia
La tavola era stata rinvenuta nel 1901 a Palazzo Strozzi di Firenze da Corrado Ricci. Benedetto Croce, nel 1904, la interpretò come una rappresentazione del trionfo navale per Lorenzo de' Medici, giunto a Napoli nel 1479 per stipulare un trattato di pace con Ferrante d'Aragona, grazie anche alla mediazione offerta da Filippo Strozzi il Vecchio.
Sebbene molti elementi sembrassero suffragare la ricostruzione crociana, Vittorio Spinazzola (forse ispirato da un intervento di Wilhelm Rolfs del 1908) fornì, nel 1910, un'altra interpretazione, storicamente più attendibile, accolta dalla maggior parte degli studiosi (e dallo stesso Croce, che riconobbe il suo errore, attribuendolo al fatto di non aver potuto visionare di persona l'opera, ma di essersi basato su una riproduzione fotografica): si tratterebbe del rientro trionfale della flotta aragonese dopo la vittoria riportata contro il pretendente al trono Giovanni d'Angiò, avvenuta al largo di Ischia il 7 luglio 1465.
La sua attribuzione è dubbia: sono stati fatti i nomi di Francesco Pagano da parte di Ferdinando Bologna e di Colantonio, secondo Raffaello Causa. Tuttavia, l'ipotesi più accreditata è stata avanzata da Cesare De Seta, il quale ha indicato come artefice dell'opera Francesco Rosselli, già autore di una veduta di Firenze, incisa in metallo, del settimo decennio del Quattrocento e dal quale deriva la xilografia con la Veduta di Firenze, detta della Catena, di Lucantonio degli Uberti (post 1472), e di quella di Roma dipinta a olio su tela tra il 1478 ed il 1490, ora perduta ma nota grazie ad una replica cinquecentesca al Palazzo Ducale di Mantova.
Inoltre, in anni recenti, un documento rinvenuto tra le carte dell'Archivio Strozzi di Firenze da parte di Mario del Treppo testimonia che la tavola, in origine la spalliera di un letto disegnato da Benedetto da Maiano, venne realizzata nel 1472-1473, giungendo a Napoli il 15 aprile del 1473 insieme ad altri doni di Filippo Strozzi per il re Ferrante d'Aragona. L'opera sembrerebbe essere stata commissionata dallo stesso Benedetto da Maiano ad un pittore della sua cerchia, sempre come indicato dal documento.
Qualche studioso ha identificato l'autore con Leonardo Da Vinci - di cui la forma del molo del Porto di Napoli, al centro dell'immagine, sarebbe la firma - ma senza un reale seguito, visto lo stile completamente diverso da quello delle opere del maestro.

## Descrizione e stile
La città di Napoli è rappresentata dal mare, con un'attenta descrizione del molo in primo piano, dei castelli (castel Nuovo e Castelcarmine), delle mura, delle chiese e degli edifici della città, fino alle colline del golfo tra cui spicca quella della certosa di San Martino. In primo piano si svolge il corteo di barche. Il cielo degrada in chiarore verso l'orizzonte, come se si trattasse di un'immagine dell'alba, e sono presenti  alcune notazioni naturalistiche, come il volo di uno stormo di uccelli, che rimandano alla cultura tardogotica cortese.
L'opera, di qualità pittorica buona ma non eccelsa, ha un preziosissimo valore storico, in quanto mostra l'aspetto della città nel periodo aragonese. Salta all'occhio la preponderanza di strutture militari, con la cinta di mura turrite che chiudeva l'intera città e l'impianto fortificato del castello o del faro, pure circondato da mura merlate. In quel periodo infatti la città era messa alla prova dalle ripetute rivolte baronali, che avevano fatto accantonare i progetti di riordino urbanistico di Alfonso II concentrando le risorse in opere difensive. Inoltre la città, ancora con la struttura di una polis, quindi ordinata e recintata, si mostra tutta sviluppata ad est rispetto all'odierna Napoli, vedendo "liberi" gli attuali quartieri di Chiaia, Vomero e Posillipo.
Le opere monumentali visibili dalla tavola Strozzi sono:
- Castel dell'Ovo (durante il periodo aragonese)
- Castel Nuovo
- Certosa di San Martino
- Castel Sant'Elmo
- Monastero di Santa Chiara
- Castello del Carmine
- Duomo di Napoli
- Castel Capuano
- Torre di San Vincenzo (demolita)